# Chionaema laudans
Chionaema laudans là một loài bướm đêm thuộc phân họ Arctiinae, họ Erebidae.